# Otto Dittrich

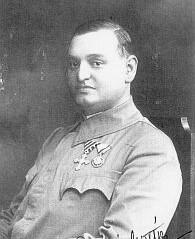
Otto Dittrich

Otto Dittrich (* 13. Februar 1884 in Nagykikinda, Königreich Ungarn, Österreich-Ungarn; † 2. Mai 1927 in Timișoara, Königreich Rumänien) war ein rumäniendeutscher Geistlicher und Mitbegründer des Banater Deutschen Sängerbundes. 

## Leben
Dittrich war Sohn eines Kaufmanns. Er besuchte von 1895 bis 1903 Gymnasien in Nagykikinda (deutsch Groß-Kikinda) und Temesvár. Von 1903 bis 1908 studierte er Theologie an der Theologischen Fakultät in Temesvár und empfing am 28. Juni 1908 die Priesterweihe. Zwischen 1908 und 1911 war er als Kaplan in Billéd (deutsch: Biled) tätig, zwischen 1911 und 1919 als Koadjutor in Bogáros (deutsch Bogarosch), und von 1919 bis zu seinem Tode 1927 als Pfarrer in Cărpiniș (deutsch: Gertianosch). 
Dittrich war Mitbegründer „Banater Deutschen Sängerbundes“ (auch „Bund Banater deutscher Sänger“). Zusammen mit dem Pädagogen Johann Ruß und dem Landwirt Josef Dittrich warb er im Banat für den Zusammenschluss der örtlichen deutschsprachigen Gesangvereine. Am 22. August 1922 versammelten sich 31 deutschsprachige Gesangvereine in Perjamosch zur Gründung des Sängerbundes. Otto Dittrich wurde einstimmig zum Schriftführer gewählt. 1930 umfasste die Institution 92 Vereine aus dem Banat und dem „Arader Gau“. 1927 rief der Bund die „Dittrich-Stiftung“ ins Leben. Der Gesangverein in Cărpiniș stiftete den nach Dittrich benannten „Dittridi-Pokal“.
Dittrich starb 1927 in Timișoara an einer Sepsis.